# Domus

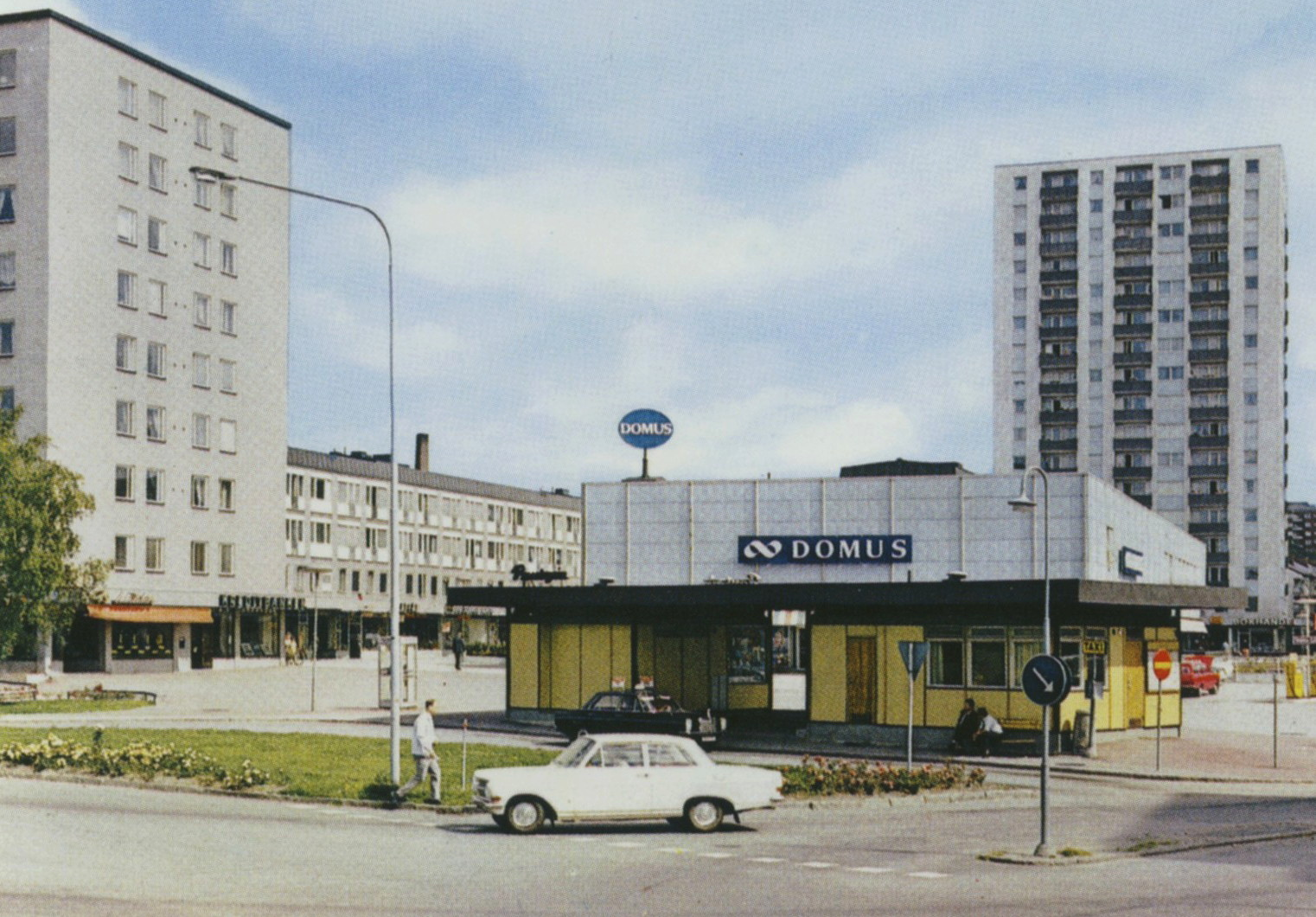
Domus i Huddinge centrum, 1960-tal.

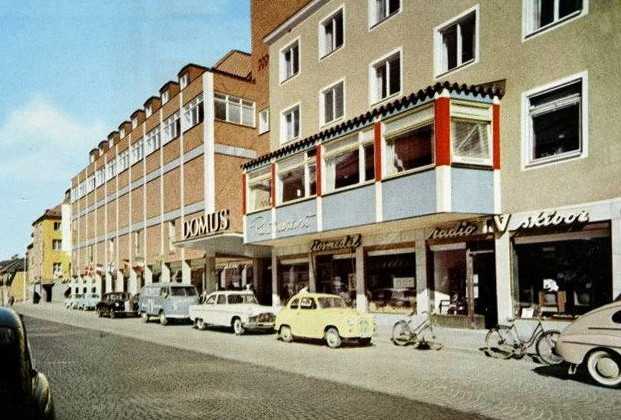
Domus i Ludvika, 1960-tal.

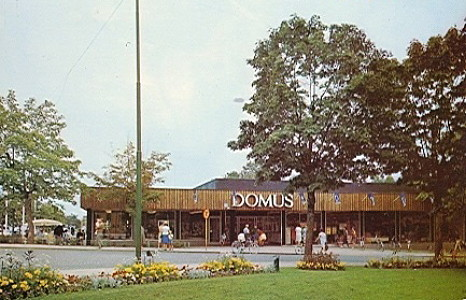
Domusvaruhuset i Hjo, tidigt 1960-tal.

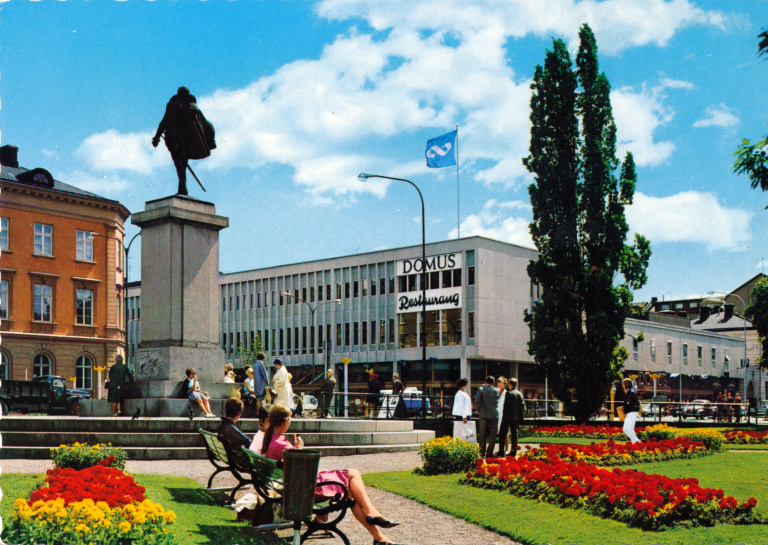
Domus i Karlstad, 1960-tal.

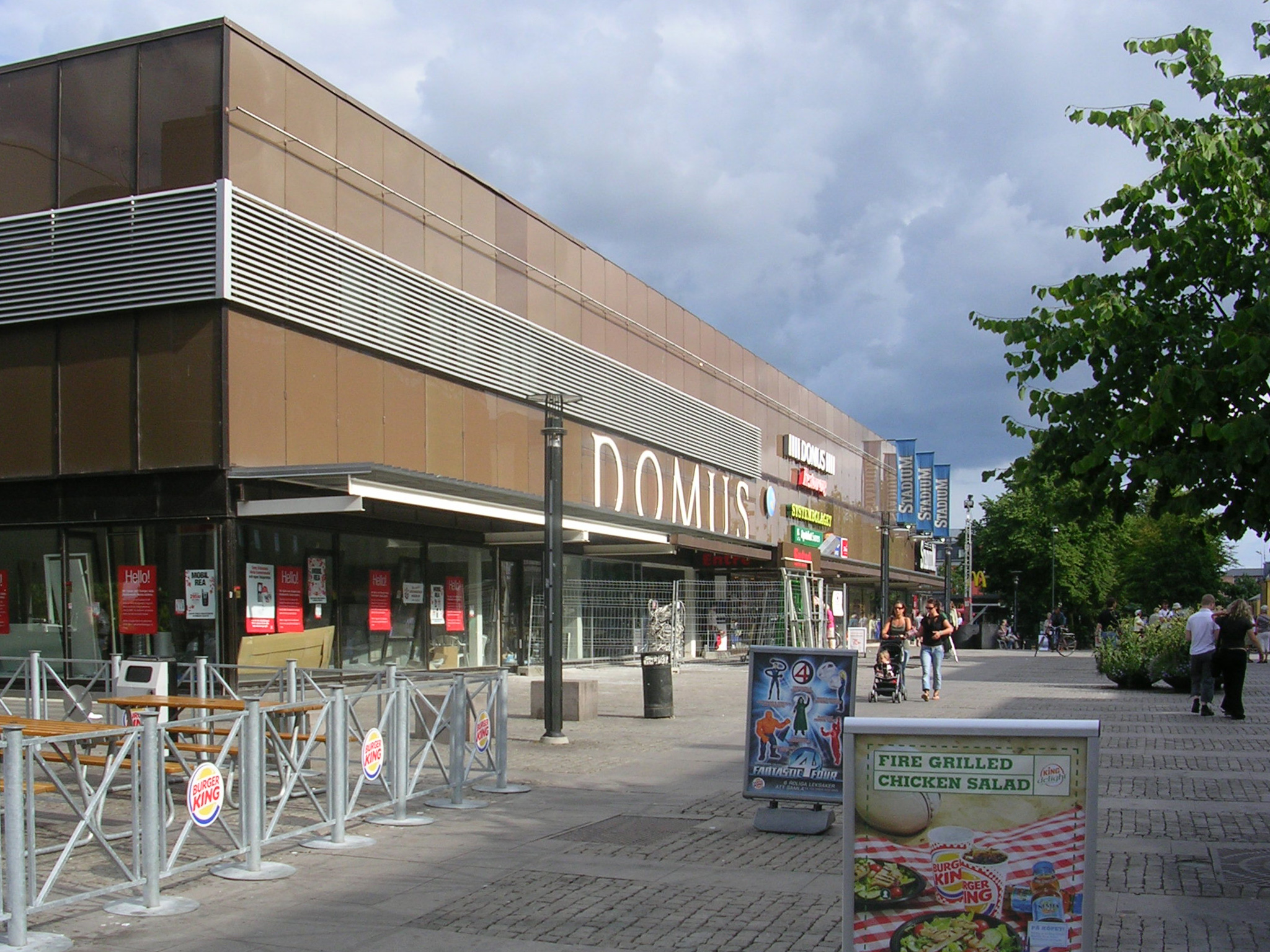
Domus i Kristianstad.

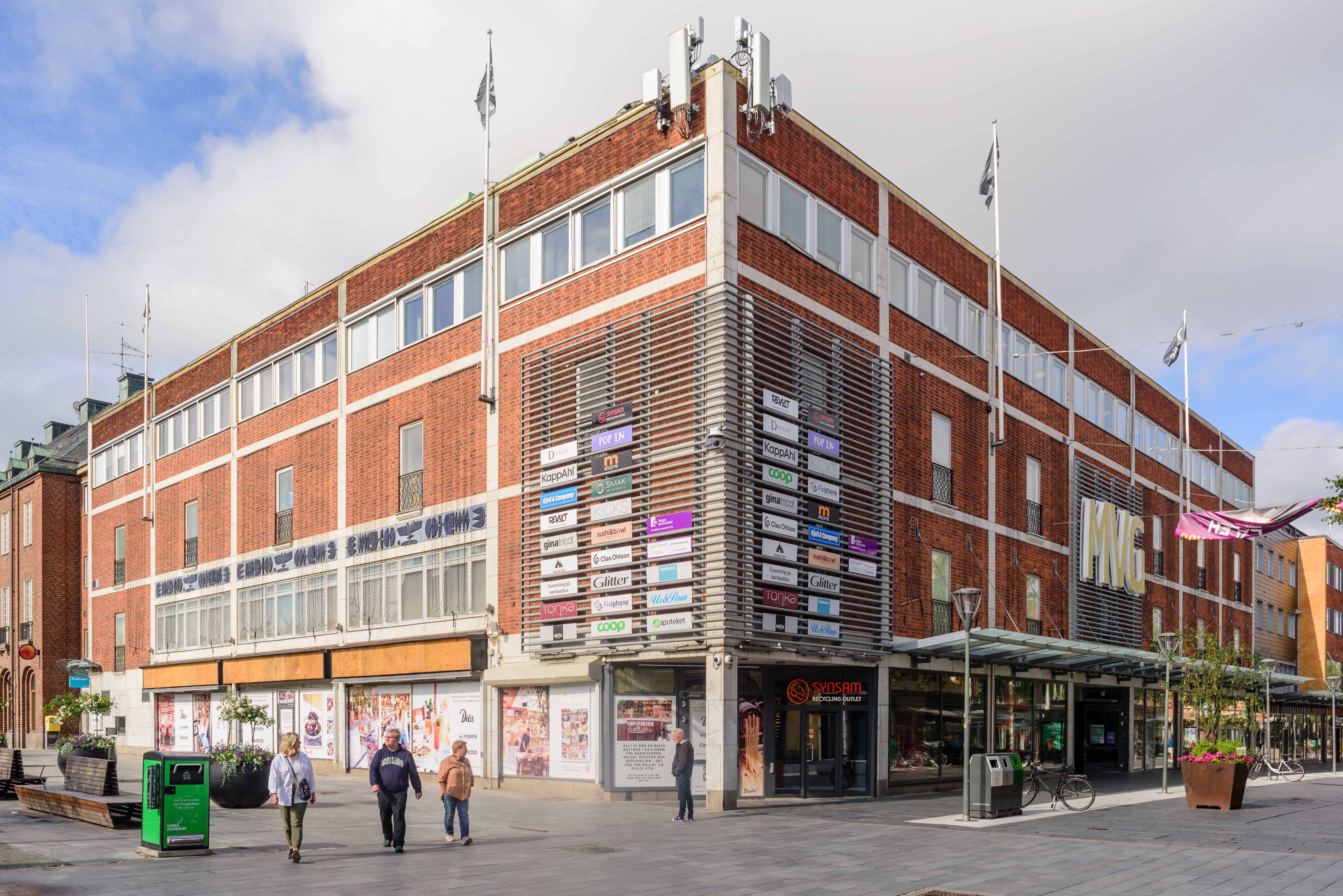
Domus tidigare varuhus i Umeå.

Domus (latin för 'hus', 'hem') var en kooperativ varuhuskedja, i Sverige samordnad av Kooperativa Förbundet (KF). I Sverige användes namnet mellan åren 1956 och 2012.
Från år 1962 fanns kedjan även i Norge, där konsumentkooperationen heter Norges Kooperative Landsforening. Domusskylten fanns år 2022 fortfarande på tre norska kooperativa köpcenter.

## Historik
Ett första försök med kooperativa varuhus var Forum som öppnade i Uppsala 1953. År 1956 bildades Svenska varuhusföreningen som skulle ta över gamla varuhus och etablera nya för att skapa en kooperativ varuhuskedja. Den fick namnet Domus. De första Domusvaruhusen var omskyltade butiker i Ystad (före detta Schultz) och Skara (före detta Assbecks) samt det nybyggda Domus Katrineholm.
Därefter steg antalet Domusvaruhus och som mest fanns det över 200 enheter. Gamla hus revs för att ge plats åt de nya, stora varuhusen. Storlek och fasadutformning på byggnaderna har många gånger kritiserats för att inte vara anpassade till den miljö i vilken de uppfördes.
De tidigare Domushuses skiljer sig från de senare genom att de är mindre och ofta hade handel på flera våningsplan, vilket gjorde att de tog mindre mark i anspråk. Man hade inte heller tagit samma hänsyn till särskild parkering.
Under 1960-talet ansågs det som viktigt att hela varuhuset var i ett plan, vilket ledde till plattare hus som tog upp mer yta. Man ansåg sig inte behöva skyltfönster längs alla gator så det blev vanligare med helt släta fasader. Man ordnade dessutom med särskild parkering, ofta förlagt på varuhusets tak eller i särskilt parkeringshus.
År 1966 beslutade Konsum Stockholm att deras tio Kvicklybutiker skulle skyltas om till Domus.
På många orter där man byggt Domusvaruhus under 1950-talet eller första halvan av 1960-talet skulle man under sent 1960-tal eller 1970-talet bygga ett nytt Domus som ersatte det första. Så skedde exempelvis i:
- Enköping: första Domus 1957,[6] nya Domus 1970.[7]
- Falkenberg: första Domus 1957,[8] nya Domus invigdes 1969.[9]
- Fagersta: första Domus 1958, nya Domus på 1970-talet.
- Söderhamn: första Domus 1961,[10] nya Domus på 1970-talet.
- Eslöv: första Domus 1962,[11] nya Domus 1973.[12]
- Ronneby: första Domus 1963,[13] nya Domus 1970.[14]

Under 1970-talet gjordes vissa Domusvaruhus om till mindre stormarknader eller lågprismarknader. Man valde då ofta att behålla namnet med ett tillägg som Domus Stormarknad eller Domus Marknad. Så skedde exempelvis i Enköping 1972, Rosengård Centrum (Malmö) 1973 och Falkenberg 1975.

### Avveckling
Under 1980-talet började man avveckla Domusvaruhusen och prova nya koncept. Konsum Stockholm började under 1988 göra om Domus Skärholmen till en galleria med olika kedjebutiker. År 1990 tog Konsum Stockholm beslut om att konvertera de Domusvaruhus man hade kvar enligt ett liknande koncept. Man avsåg då att galleriamodellen skulle utgöra förebild för övriga konverterade Domusvaruhus i landet. År 1990 bildades KF Varuhusutveckling för att bistå föreningarna vid konverteringen.
Många varuhus byggdes om till gallerior och kombinerades då med bland annat Konsum, Kappahl, Kicks, Akademibokhandeln och Stor&Liten som vid den tiden också var KF-butiker. Några Domus, främst på medelstora orter, gjordes om till andra koncept såsom Konsum Extra, B&W, Prix och Robin Hood. Avvecklingen var mer effektiv i de områden där konsumentföreningarnas butiksverksamhet skulle tas över av KF i början av 90-talet. De sista varuhusen i KF:s egen regi var avvecklade vid 1990-talets mitt. Det gällde främst de konsumentföreningar som hade verksamhet i storstäder. I andra delar av landet överlevde Domus något längre.

### De sista Domusvaruhusen
Domus i Östersund byggdes under 2009 om till en galleria. Samma år stängde varuhuset i Kiruna, och därefter fanns Domus bara kvar i Oskarshamn och Kristianstad. Varuhuset i Oskarshamn omvandlades emellertid under 2012 till ett Coop-varuhus. Samma år stängde Domus i Kristianstad sina avdelningar för kläder och husgeråd. Fastigheten hade då sålts till Steen & Strøm, som i oktober 2013 färdigställde första etappen av Galleria Boulevard, strax norr om Domusfastigheten, i samma kvarter. Andra etappen invigdes i mars 2015, och planerades omfatta 70 butiker i bland annat den gamla Domusfastigheten. Stängningen av Domus i Kristianstad innebar det definitiva slutet för epoken Domus i Sverige.

## Domus i Norge
Vid NKL-kongressen i Narvik i januari 1962 beslutade NKL att de skulle etablera en ny varuhuskedja med samma namn som dess svenska förebild. Det första norska Domusvaruhuset öppnade i Narvik i april 1962.
Det tionde norska Domusvaruhuset öppnade i Trondheim den 30 oktober 1968 under namnet Domus Stormarked. Domus Stormarked bytte 1975 namn till Obs! Stormarked och blev således grunden i den norska Obs!-kedjan
Domus fortsatte som en kedja inom den norska kooperationen fram till 1997 när Domus avvecklades som kedja och uppgick i kedjan Mega. Namnet Domus överlevde dock lokalt på några platser.

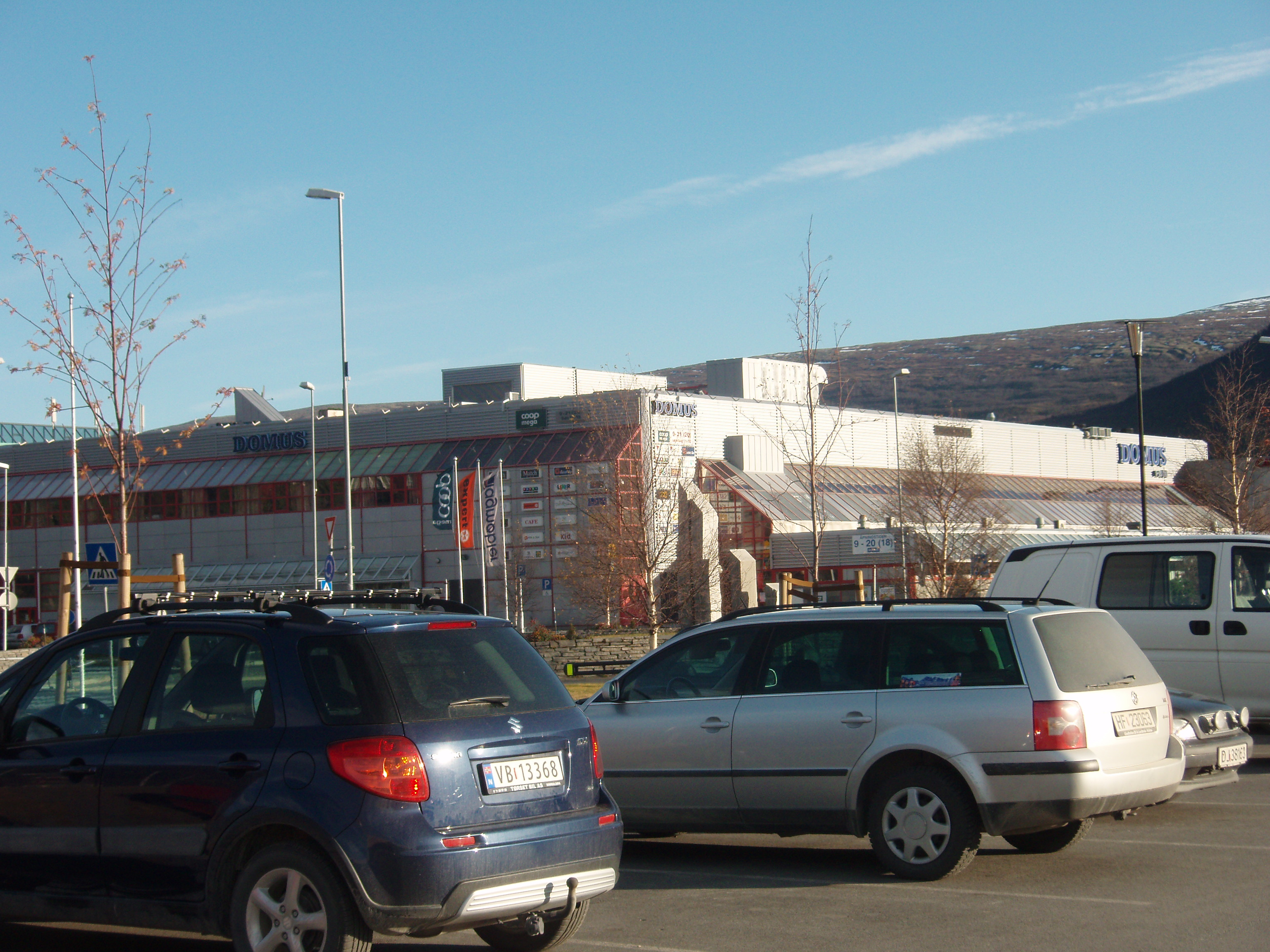
Domus Oppdal.

År 2022 fanns namnet Domus fortfarande kvar på tre platser i Norge (Tynset, Støren och Oppdal) där det användes som samlande namn för köpcenter. Samtliga tre drivs av den lokala konsumentföreningen Coop Oppdal som valt att behålla namnet Domus för sina köpcenter.

## Domusbyggnader (i urval)
Tidigare Domusbyggnader och deras senare användning.
- Borås: Åhléns
- Borlänge: Biopalatset, Svenska Bio, 2004
- Eskilstuna: City-Huset
- Falkenberg (Stortorget): Invigdes 1969 och ersatte stadens första Domus.[9] Blev med tiden Coop Extra som lades ner 2005.[33] Gjordes om till gallerian Gallerian som öppnade 2007.
- Gällivare: Norrskensgallerian
- Gävle: Nian
- Göteborg, Avenyn: Gallerian City Aveny med Coop Konsum
- Göteborg, Västra Frölunda: andra butiker i köpcentrumet Frölunda torg har tagit över butiksytorna
- Göteborg, Wieselgrensplatsen: Coop Konsum och bowlinghall
- Halmstad: gallerian Gallerian (tidigare Mittpunkten)
- Helsingborg: Gallerian Söderpunkten
- Hjo: Kvarteret Åran
- Hudiksvall: Fyren
- Hällefors: Gallerian
- Jönköping: Galleria Sesamhuset (Domus öppnade 1968 i Jönköping enligt lokaltidningen)
- Kalix: Coop Forum
- Kalmar: Affärshuset Kvasten
- Karlskrona: Modehuset Kronan
- Karlstad: Förstördes i en brand 1999, ersattes av gallerian Mitt i city
- Katrineholm: Kvarnen gallerian
- Kinna: Hemköp
- Kristianstad: Domushuset (till största delen rivet, resterna är del av Galleria Boulevard)
- Kungälv: Coop Konsum-butik. Flera tomma lokaler efter att systembolaget flyttat sin butik till Kongahälla Center
- Linköping: Gränden
- Luleå: Smedjan
- Lund: Domushuset/Brunius
- Malmö, Triangeln (Domus City): Del av gallerian Triangeln. Öppnade 1958, kallades Domus City, bytte namn till DC när gallerian etablerades 1989. Bytte i nedbantad form namn till Konsum 1993 och lade ner helt 2006.[34][35]
- Malmö, Limhamn: handelsfastigheten Skrattmåsen 13. Invigdes 1965, bytte namn till K-marknaden 1979, lades ner helt 2005.[36]
- Malmö, Rosengård: Från början del av Rosengård Centrum vid öppnandet 1970. Gjordes senare om till andra koncept innan man lade ner 1989.[37]
- Norrköping: Domino
- Nässjö: Fenixhuset (galleria)
- Oskarshamn: Coop-varuhus delat med Kronans Apotek
- Sala: Galleria Sala Torg (fd. Affärshuset Esplanaden)
- Skellefteå: Citykompaniet
- Skövde: Commerce (galleria)
- Stockholm, Slussen: Galleria Slussen (stängt)
- Sunne: Bibliotek
- Södertälje: Gallerian Telgehuset sen 1991
- Timrå: Köpmangatan, huset står fortfarande kvar men är idag en Coop-affär
- Trollhättan: Oden
- Tyresö: Tyresö Centrum
- Uddevalla: Gallerian Gallionen[38]
- Umeå: MVG-gallerian
- Uppsala: Forumgallerian
- Varberg: Galleria Trädgården
- Västerås: Kvarteret Igor (fd. Gallerian Arosian)
- Örebro: Kompassengallerian
- Örnsköldsvik: Oskargallerian (tidigare enbart Gallerian)
- Östersund: Mittpunkten